# Incendio de Mora
El incendio de Mora fue una acción militar llevada a cabo por las tropas realistas en abril de 1521, durante la etapa final de la Guerra de las Comunidades de Castilla.
El 12 de abril de 1521 Antonio de Acuña abandonó temporalmente la ciudad de Toledo para dar inicio a una serie de incursiones bélicas sobre las zonas rurales. Resultó entonces que los soldados del prior de San Juan Antonio de Zúñiga —comandante realista al sur de la sierra de Guadarrama— deseaban tomar venganza de las destrucciones que el obispo comunero había llevado a cabo en la región de Villaseca de la Sagra. Así tanto que un día de abril el capitán Diego López de Ávalos se presentó ante las puertas de Mora con doscientos caballeros y ochocientos infantes e invitó a los vecinos a rendirse. Cuando estos se negaron, Ávalos se avino a ocupar la ciudad. Los hombres resistieron casa por casa, hasta que finalmente se agruparon en la iglesia junto a las mujeres y los niños. A continuación, los soldados realistas quemaron las puertas e intentaron penetrar al interior del recinto, pero entonces el fuego alcanzó los barriles de pólvora depositados en el coro y provocó una violenta explosión en el edificio. Muy pocos pudieron escapar por las ventanas; la mayoría murió aplastada por los escombros o asfixiada por el humo. Pedro Mártir de Anglería habla de cinco mil víctimas, el cronista Prudencio de Sandoval de tres mil y en el acta de acusación que luego se instruyó contra Acuña para hacer recaer sobre él y los vecinos toda la responsabilidad de la catástrofe, aunque tergiversando los hechos, cita dos mil:

[Antonio de Acuña] fue causa principal que los vezinos de la villa de Mora no se diessen al dicho Prior de San Juan (...) y, syendo requeridos por el dicho Prior de San Juan y por el exército real, no lo quisieron hazer y retruxiéronse a la yglesia de la dicha villa, syguiendo la opinión y mandado del dicho obispo, y, desde la yglesia de la dicha villa, comenzaron a pelear y tirar tiros de pólvora y, ansy peleando, se encendió fuego en la dicha yglesia y se quemó la yglesia y más de dos mili personas, hombres y mugeres y niños que en ella estavan.
Acta de acusación contra Antonio de Acuña (Patronato Real, leg. 4, f. 56).

La destrucción y quema de Mora hizo cundir la indignación en la región, y las represalias de los comuneros no tardaron en llegar: en Yepes y Toledo se derribaron las casas de los ciudadanos que no ocultaban su odio al movimiento, los lugares de Villaseca y Villaluenga fueron saqueados y quemados, y el caballero Juan de Ribera perseguido hasta su castillo en Cerro del Águila, Villaluenga.